# Капков, Яков Фёдорович
Яков Фёдорович Капков (1816—1854) — русский живописец, ученик Карла Брюллова, представитель романтического академизма; мастер исторической картины, жанрист и портретист.

## Жизнь и творчество
Яков Капков родился в 1816 году в семье небогатого подрядчика, крепостного князя Михаила Семёновича Воронцова.

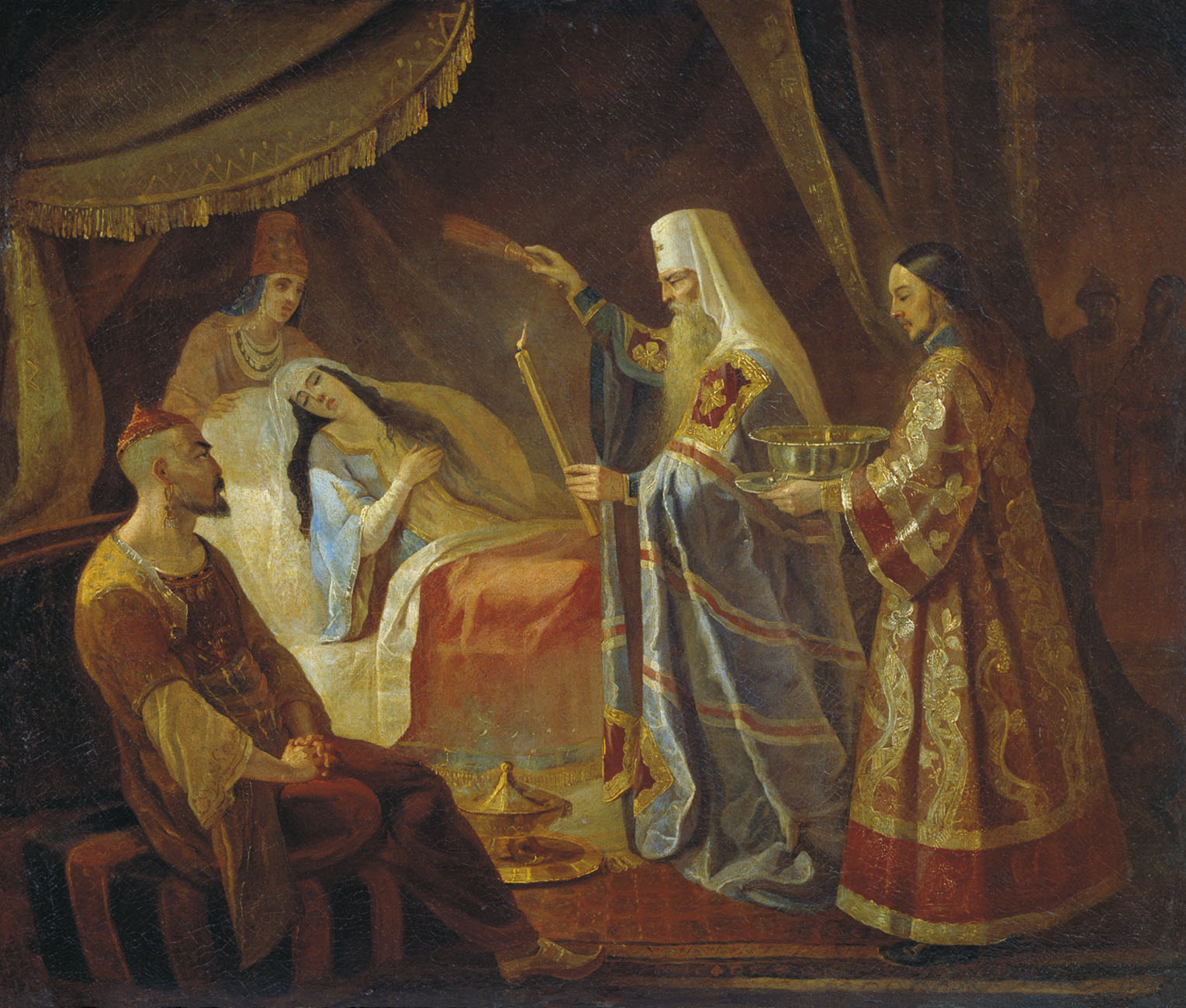
Исцеление Митрополитом Алексеем Тайдулы, жены Чанибека — Хана Золотой Орды

Первичное художественное образование получил под руководством Алексея Егорова в его мастерской. Несмотря на крайнюю бедность, имея возможность питаться — в буквальном смысле — только хлебом с квасом, он всей душою стремился в Академию художеств и, чтобы попасть туда, представил несколько отборных рисунков собственной работы своему барину, князю М. С. Воронцову, и просил позволения выкупиться от него; князь Воронцов, видя в нём действительный талант, отпустил его на волю без всякой платы (1832). Однако последнее обстоятельство чуть было не погубило художника: он предался разгульной жизни, пока не истратил всех приготовленных на выкуп денег. Тогда, почувствовав стыд своего поведения и влекомый по-прежнему к искусству, он покаялся во всем отцу и умолял его об определении в Академию. Отец всегда смотрел косо на занятия сына, но мачеха поощряла в нём страсть к живописи.
Прибыв в Санкт-Петербург, Капков поступил в Императорскую Академию художеств пенсионером Общества поощрения художников и стал учеником Карла Брюллова, который обратил внимание на юношу благодаря его копии картины Гвидо Рени «Архангел Михаил».

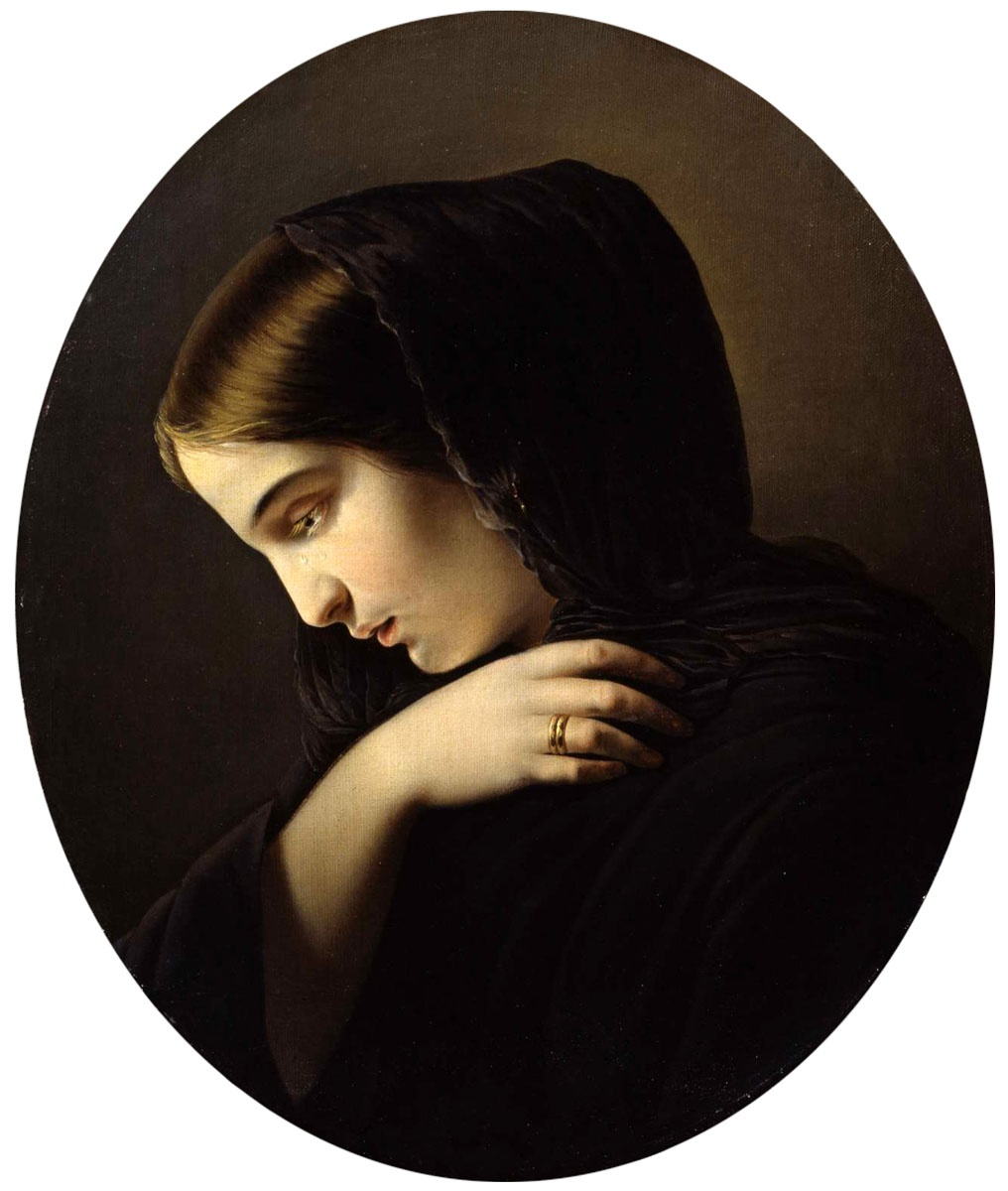
Я. Ф. Капков. «Вдовушка»

В 1842 году за картину «Смерть Алкивиада» Капков получил малую золотую медаль, а в 1845 году за исполнение программной картины «Силоамская купель» (находилась в музее Академии художеств, с 1930 года в Псковском музее-заповеднике, эскиз — в Музее изобразительных искусств Татарстана; известна копия работы Ивана Крамского, исполненная для домовой церкви Академии художеств, с 1932 года в Русском музее) награждён большой золотой медалью и званием классного художника XIV класса.
Вслед за этим отправился в Италию, но в 1849 году, в связи с развернувшейся революцией в Риме, вместе с другими русскими художниками был вынужден вернуться на родину. В 1850 году снова был послан за границу для оттачивания художественных навыков, однако не на Восток, как о том ходатайствовало начальство, а на Запад — в Голландию и Испанию.
Пленясь ещё во время пребывания своего в Папской области живописью до-Рафаэлевской эпохи, Капков мечтал о воскрешении у нас стиля Мазаччо, Беато Анджелико и других живописцев тех же времен, когда священные изображения писались с полною верою, и потому снова стремился в Италию[стиль]; но смерть его сестры, которая содержала их мачеху, тогда уже вдову, заставила его вернуться в Петербург; здесь он купил для мачехи на последние деньги небольшой домик, и вынужден был отказаться от поездки. До самой смерти проживал в столице Российской империи, где и скончался 29 марта 1854 года. Был похоронен на Смоленском православном кладбище.
Помимо вышеупомянутых картин Я. Ф. Капкова, согласно статье Александра Сомова в Энциклопедическом словаре Брокгауза и Ефрона, лучшими считаются: «Татьяна, читающая своё письмо к Онегину», «Мария и Зарема» и «Вдовушка». Также им были написаны ещё несколько прекрасных по тому времени портретов в том числе: профессора Куторги, семейства Черткова, госпож Резановой и Бенуа и другие.